# Lissonota longispiracularis
Lissonota longispiracularis är en stekelart som först beskrevs av Tohru Uchida 1940.  Lissonota longispiracularis ingår i släktet Lissonota och familjen brokparasitsteklar. Inga underarter finns listade i Catalogue of Life.